# Hannes Paul Schmid
Pour les articles homonymes, voir Schmid.
Hannes Paul Schmid (né le 19 novembre 1980) est un skieur alpin italien.

## Coupe du Monde
- Meilleur classement final: 95e en 2004.
- Meilleur résultat: 10e.